# Landesgericht Wels

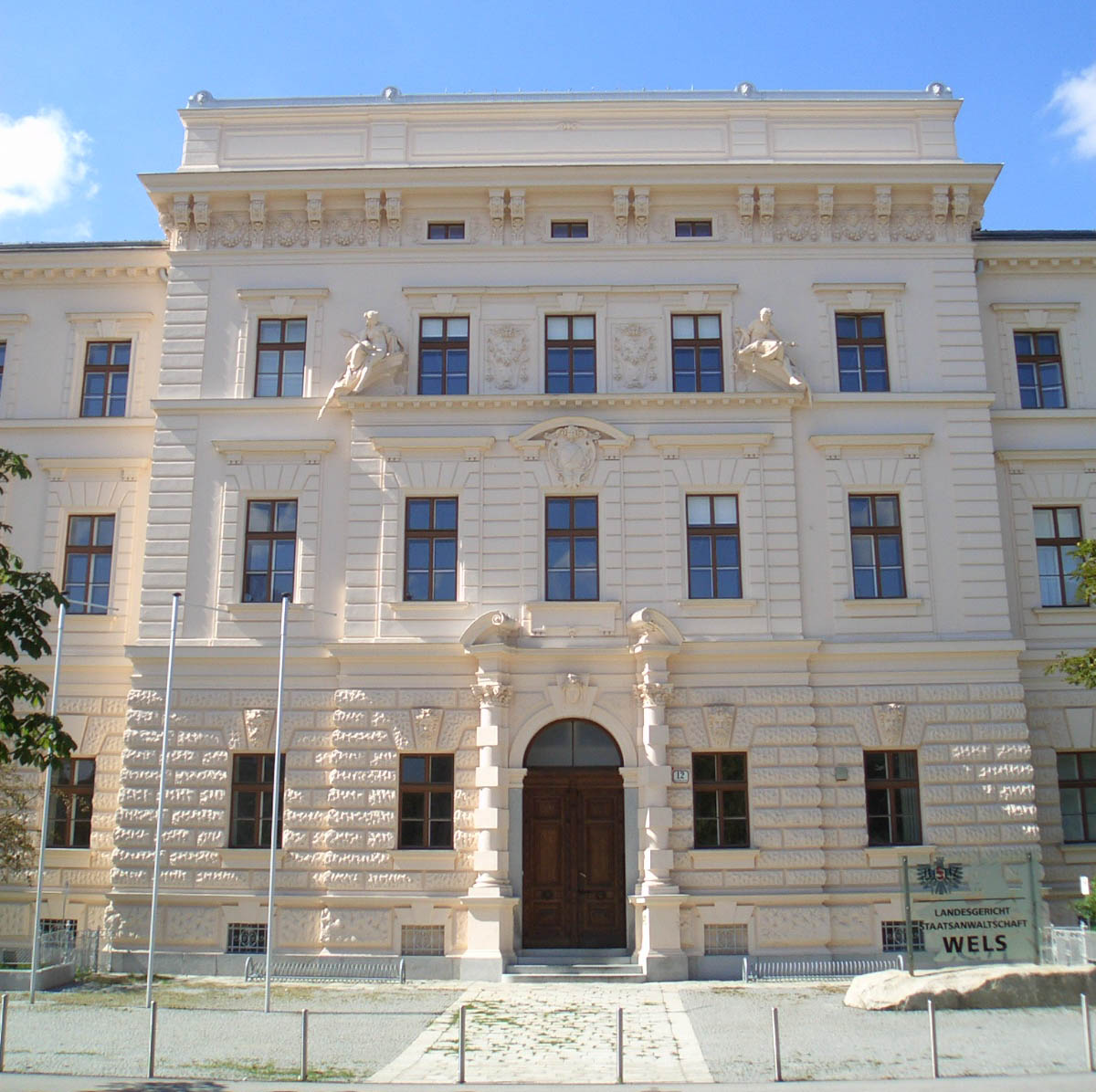
Landesgericht Wels

Das Landesgericht Wels (kurz: LG Wels) ist eines von 20 Landesgerichten in Österreich.

## Geschichte
Bis 1993 war die amtliche Bezeichnung Kreisgericht Wels.

## Aufgaben
Als Landesgericht obliegt ihm in zweiter Instanz die Behandlung der Rechtsmittel gegen Entscheidungen der Bezirksgerichte. Grundsätzlich ist es für Zivilsachen bei einem 15.000 € übersteigenden Streitwert in erster Instanz zuständig. Bestimmte Rechtssachen fallen jedoch unabhängig vom Streitwert in die Zuständigkeit der Bezirksgerichte. Für Strafsachen ist es in erster Instanz zuständig, wenn die Strafandrohung über einem Jahr liegt. Bestimmte Strafsachen fallen auch bei geringerer Strafdrohung in seine Zuständigkeit.
Rechtsmittelinstanz für Entscheidungen des Landesgerichtes Wels ist das Oberlandesgericht Linz.

## Gebäude
Das Landesgericht Wels befindet sich im Gebäude Maria-Theresia-Straße 12. Der historistische Bau ist denkmalgeschützt.